# Nakatani Shinnosuke
Nakatani Shinnosuke (中谷 進之介 (Trung Cốc Tiến Chi Giới) Nakatani Shinnosuke, sinh ngày 24 tháng 3 năm 1996) là một cầu thủ bóng đá người Nhật Bản kể từ năm 2013 has played hậu vệ cho Kashiwa Reysol ở J1 League.

## Sự nghiệp

### Kashiwa Reysol
Nakatani ra mắt chính thức cho Kashiwa Reysol ở J. League Division 1, ngày 22 tháng 10 năm 2014 trước Gamba Osaka ở Sân vận động Kashiwa Hitachi ở Kashiwa, Nhật Bản. Anh có mặt trong đội hình xuất phát và thi đấu hết trận. Nakatani và câu lạc bộ của anh nhận thất bại 1-0.

## Thống kê sự nghiệp câu lạc bộ
Cập nhật đến ngày 23 tháng 2 năm 2018.
| 2014 | Kashiwa Reysol | J1 League | 5  | 0 | 0 | 0 | 0 | 0 | 5  | 0 |
| 2015 | Kashiwa Reysol | J1 League | 3  | 0 | 2 | 0 | 0 | 0 | 5  | 0 |
| 2016 | Kashiwa Reysol | J1 League | 30 | 0 | 3 | 0 | 2 | 0 | 35 | 0 |
| Tổng | Tổng           | Tổng      | 69 | 2 | 8 | 0 | 5 | 0 | 82 | 2 |